# Ынйыкай и Юлдыкай
Ынйыкай и Юлдыкай (баш.  Ынйыҡай менән Юлдыҡай) — башкирская народная песня халмак-кюй (плавный напев).

## История
Башкирская народная песня халмак-кюй Ынйыкай и Юлдыкай и её варианты были впервые песня записаны С. Г. Рыбаковым в 1894 году от Абдрахмана Узенбаева на Султановском прииске Орского уезда Оренбургской губернии (ныне Баймакский район РБ). Песня была опубликована в книге «Музыка и песни уральских мусульман с очерком их быта». Позже записи песни проводились Г. Г. Ишбулатовым, Ф. Х. Камаевым, М. М. Сагитовым, Н. Д. Шункаровым.

## Содержание
В записанной Рыбаковым версии, история песни связано со событием, произошедшим на кочёвке башкир. На кочевке жили семь девушек, у одной из них был жених. Как то летом, когда все были на сенокосе, жених пришёл к девушкам. Чтобы достать кумыс и мясо, джигит забрался на соседний богатый кыуыш (временное жилище башкир во время кочёвок). Спускаясь, он погиб, упав животом на косы. Девушек обвинили в убийстве джигита и сослали в Сибирь. Две из них сочинили песню, позже названную их именами.
Другая версия повествует, что Ынйыкай — имя девушки, а Юлдыкай — джигита. При посиделках от несчастного случая погибла подруга девушки. Влюблённых Ынйыкай и Юлдыкая обвинили в произошедшем и заточили в острог.

## Характеристика
Песня имеет эпический характер. Мелодия — широкий диапазон (дуодецима) и характеризуется отсутствием орнаментики, повторениями музыкальных фраз. Драматичность музыкальной темы достигается восходящим движением мелодии к квинтовому тону и быстрым нисходящим октавным скачком с движением к терцовому тону.

## Исполнители
Исполнителями песни являются народная артистка РФ Ф. А. Кильдиярова и др. По мотивам песни композитором Г. С. Альмухаметовым создана опера, драматургом Х. Г. Габитовым — пьеса, ставившаяся на сцене Башкирского академического театра драмы имени Мажита Гафури.

## Использование
Обработки песни для голоса и фортепиано осуществлены композитором А. М. Кубагушевым, для курая — Г. З. Сулеймановым.